# Ворд Свінгл
Ворд Свінгл (англ. Ward Swingle, 1927—2015) — американський музикант, засновник вокального ансамблю Swingle Singers.
Ворд Свінгл народився 21 вересня 1927 року в місті Мобіл, Алабама. Його батько працював в електричній компанії, але хотів, щоб діти стали музикантами, та навчав їх співу та грИ на музичних інструментах. Ворд навчався в Консерваторії Цинциннаті в Огайо, грав на фортепіано. Там він познайомився зі скрипачкою Франсуазою Деморест; невдовзі обидва отримали стипендію для навчання в ПарижІ та 1952 року одружились.
Ворд Свінгл працював піаністом У балеті Ролана Петі, пізніше виступав з Блоссом Дірі та Мімі Перрен, грав джазову музику. Він познайомився зі співачкою Кристіаною Легран, старшою сестрою композитора Мішеля Леграна. Спостерігаючи за тим, як У джазових стандартах одним з «інструментів» є вокал співака, в нього з'явилася ідея зробити те ж з класичною інструментальною музикою.
1962 року Свінгл заснував вокальний колектив Swingle Singers, який виконував композиції Баха, Моцарта, Вівальді, Бетховена, Мусоргського та інших композиторів. Альбом Jazz Sebastian Bach, що вийшов на лейблі Philips 1963 року, приніс колективу першу нагороду «Греммі». Французький колектив розпався 1973 року. Після переїзду до Великої Британії Свінгл зібрав новий склад Swingles, назвав його Swingle II. Пізніше його було перейменовано на New Swingle Singers та Swingles. Колектив існував багато років, і 2013 року відзначив свої 50-річчя.
Ворд Свінгл вмер 19 січня 2015 року у віці 87 років. В нього залишилися дві доньки — Кетрін та Елізабет, та онуки Патрік, Емма та Ізабелла.